# Wostok (zegarki)
Wostok (ros. Восток) – marka radzieckich zegarków produkowanych od 1942 roku.

## Historia
W 1942 roku w związku ze zbliżaniem się wojsk niemieckich do Moskwy, część Drugiej Moskiewskiej Fabryki Zegarków (później znanej z marki Sława) została przeniesiona do Czistopola w republice Tatarstan.
Fabryka po rozpoczęciu produkcji produkowała zegarki na potrzeby wojska, dla żołnierzy walczących w II wojnie światowej. Z późniejszego okresu pochodzą znane zegarki o nazwie Kama (1952), Wołna, posiadająca mechanizm z mikroregulacją (1957), Pobieda (1962), Komandirskije (1962) i Amfibia (1968).
Na początku lat 60. podczas międzynarodowej wystawy w Lipsku zaprezentowano zegarek z mechanizmem cal. 2802 z wysoką dokładnością chodu, który został wyróżniony specjalnym medalem.
Czistopolska fabryka w 1965 roku stała się oficjalnym dostawcą zegarków dla Ministerstwa Obrony Związku Radzieckiego.
Od 1969 roku wszystkie zegarki z fabryki w Czistopolu noszą nazwę Wostok.
Po rozpadzie ZSRR transliteracja nazwy została zmieniona na Vostok. Fabryka nadal produkuje zegarki, głównie z naciągiem automatycznym, najczęściej z werkiem (mechanizmem) kaliber 2416B i 2432, w których zastosowano 31 kamieni łożyskowych, lecz także inne. Dostępne są nowe, automatyczne wersje Komandirskich i Amfibii.